# Кајгана (Гарешница)
Кајгана је насељено место у саставу града Гарешнице у Бјеловарско-билогорској жупанији, Република Хрватска.

## Историја
До територијалне реорганизације у Хрватској, налазила се у саставу старе општине Гарешница.

## Становништво
На попису становништва 2011. године, Кајгана је имала 271 становника.

## Попис1991.
На попису становништва 1991. године, насељено место Кајгана је имало 328 становника, следећег националног састава:
| Попис 1991.‍ | Попис 1991.‍ | Попис 1991.‍ | Попис 1991.‍ | Попис 1991.‍ |
| ----------- | ----------- | ----------- | ----------- | ----------- |
|             |             |             |             |             |
| Хрвати      | Хрвати      |             | 314         | 95,73%      |
| Чеси        | Чеси        |             | 6           | 1,82%       |
| Мађари      | Мађари      |             | 5           | 1,52%       |
| Срби        | Срби        |             | 2           | 0,60%       |
| непознато   | непознато   |             | 1           | 0,30%       |
| укупно: 328 |             |             |             |             |